# Stromberg, Tyskland
Stromberg, Tyskland är en stad i Landkreis Bad Kreuznach i förbundslandet Rheinland-Pfalz i Tyskland.
Staden ingår i kommunalförbundet Verbandsgemeinde Langenlonsheim-Stromberg tillsammans med ytterligare 16 kommuner.